# Asociación Mexicana de Productores de Fonogramas y Videogramas
Asociación Mexicana de Productores de Fonogramas y Videogramas (AMPROFON) är en ideell organisation för skivundustrin i Mexiko. Den bildades 3 april 1963, och är en branschorganisation för de skivbolag som representerar övre 70 & av den mexikanska marknaden. AMPROFON är associerad medlem av International Federation of the Phonographic Industry (IFPI).

## Historik
Organisationen bildades under namnet Phonographic Discs Producers (AMPRODISC) i Mexiko den 3 april 1963. Målet var att skapa en organisation som tillvaratog skivindustrins intressen. Medlemmar var:
- Compañía Importadora de Discos, S.A.
- CBS de Mexico, S.A.
- Discos Mexicanos, S.A.
- Fábrica de Discos Peerless, S.A.
- GAMMA, S.A.
- Panamericana de Discos, S.A.
- RCA Victor Mexicana, S.A.

Den 26 juli 1971 ändrades namnet  till "Asociación Mexicana de Productores de Fonogramas" och, då musikvideon kommit, den 3 maj 1990 till,Asociación Mexicana de Productores de Fonogramas y Videogramas.

### Fotnoter
1. ↑  "Asociación Mexicana de Productores de Fonogramas y Videogramas, A.C." Arkiverad 21 april 2007 hämtat från the Wayback Machine. (spanska). AMPROFON A.C.
2. 1 2  "Historia [History]" Arkiverad 21 april 2007 hämtat från the Wayback Machine. (spanska). AMPROFON A.C.